# Omu (Suhard)
Omu (1932 m n. m.) je hora v pohoří Suhard v severním Rumunsku. Nachází se na území župy Suceava asi 8 km jihozápadně od obce Cârlibaba a 26 km severozápadně od města Vatra Dornei. Travnatý vrchol poskytuje kruhový rozhled. Omu je nejvyšší horou celého Suhardu.
Přístup je možný po značené hřebenové cestě (Rotunda - Vatra Dornei), nebo po bočním hřebeni z obce Cârlibaba.